# 嬰兒整形
《嬰兒整形》，是臺灣小說家林秀赫於2015年出版的首本長篇小說，以極具爭議性的「整形」為主題，獲得該年度吳濁流文學獎長篇小說正獎。林秀赫不僅出版首本小說就獲得該項大獎，也是第一位獲得該項大獎的臺灣1980世代小說家。書中調動了大量知識體系，包括藝術、聲樂、搖滾樂、文學、攝影、人類學、醫學與哲學，尤其是和繪畫有關的部分，總共提到上百位畫家，以及超過八十件以上的名畫和藝術作品。故事背景設定於近未來的臺北，小說以多聲部方式進行，輪流呈現父親、母親、女兒、醫生四位人物的自白，推展情節的同時，不斷思辨「美」的概念，文句充滿哲思以及相當精采準確的比喻，為現代科技下的「美」開闢了一條思索的途徑。

## 故事概要
二〇〇九年十月，臺北「伊通畫廊」的負責人徐絜與妻子王敏娜，抱著尚未滿月的女兒摩珈，到位於安和路的整形診所秘密進行整形手術。故事即自十七年後父親的懺悔開始說起。原來，女兒摩珈在不知道自己曾經整形的情況下，產生整形的念頭，又正好選擇了當年為她進行嬰兒整形手術的診所。在戴晴哲醫師眼中，摩珈的臉是最完美的藝術品，自然不可能為她再次動刀。然而戴醫師的女兒戴依希，卻有著與摩珈極為相似的臉孔，兩個女孩也因此認識。小說即以畫商徐家、整形醫師戴家，以及經營歌劇酒吧的藍家、有著法國波旁皇室血統的薩勒蒙家，四個家族之間交織的愛恨慾望為故事主線，隨著真相的揭露，也讓緊繃的關係瀕臨失控。

書前引用康德《判斷力批判》中的一句話：「若作為科學而被認為是美的話，它將是一個怪物。」象徵性帶出整個故事。

## 故事舞台
- 故事以2026年為時間點，場景圍繞著臺北市伊通公園：像徐摩珈日式平房的家，父親徐絜所開的畫廊，以及徐摩珈所就讀的臺北市立大同高級中學，徐摩珈出生的協和婦女醫院，臺灣基督長老教會第一教會。更多次以周圍的商店為小說場景，例如漢堡王、深庭義式餐廳、臺北犁記糕餅、哈肯舖手感烘焙伊通店、信鴿法國書店、天下雜誌的書香花園咖啡廳、長春路國賓影城。
- 徐絜經營的伊通畫廊：依故事描述，原型為伊通街上臺灣知名的當代藝術空間伊通公園 IT PARK（伊通街41號3樓），但地點改到公園對面的Fika Fika Cafe位置（伊通街33號）。

## 登場人物
徐絜（薩絜、Jullien Xu）

畫商，主角徐摩珈的父親，故事第一位敘事者。
出身杭州的紅衛兵家庭，文革結束後父母遭報復雙亡，徐絜因而被法國畫商讓‧薩勒蒙收養帶到北京。
年輕時曾逗留圓明園畫家村，夢想當一位畫家，遷居巴黎後不再作畫，從事藝術買賣。婚後陪同妻子回臺灣，定居臺北的伊通街，創辦了伊通畫廊。
王敏娜（Zoé）

徐絜的妻子，主角徐摩珈的母親，故事第二位敘事者。
臺大外文系畢業後，負笈前往法國讀人類學研究所，在巴黎認識了丈夫徐絜。
徐摩珈（Monica Xu）

故事主角，曾接受嬰兒整形手術，故事第三位敘事者。
17歲，擁有無與倫比的美麗外表，內心卻缺乏自信。從小開始跑畫室，可是都沒考上理想的美術班，只好選擇離家最近的臺北市立大同高級中學就讀。
戴晴哲（Alex Dai）

嬰兒整形手術發明人，故事第四位敘事者。
國際知名的整形醫師，在臺北市安和路開了一家「晴哲整形外科診所」。個性冰冷，妻子藍雪過世後，獨自撫養女兒戴依希。
戴依希（Alexine Dai）

戴醫師的女兒，與徐摩珈有著極為相似的外表。
17歲，就讀臺師大附中。個性好勝，主動積極，卻因此遭徐絜利用，使父親戴醫師陷入危機。
姜東範（Cooper、강동범）

韓國最大娛樂公司Queen Rose經紀人，全臉整形者，俊俏的臉龐搭配一頭銀白色頭髮。
一心想簽下徐摩珈成為公司藝人，卻因為好奇調查徐摩珈與戴依希的關係，逐漸觸及嬰兒整形的內幕。
薩晴（Isabelle）

父親為法國畫商，母親為北京人，法文名字為伊莎貝拉‧薩勒蒙。
深愛沒有血緣的哥哥徐絜，在徐絜結婚之後，告知徐絜台北有名醫師可以為小嬰兒整形。未婚，收養了一名養子亨利。

## 佳句
- 「我對繪畫有敵意。」--小說開頭第一句。
- 「醫學強，國家才會強。」
- 「成長的最初階段，只要稍微調整一點角度，未來的命運就會有很大的不同。」
- 「只有醫學能為人類帶來真正的幸福。」

## 評價
- 第四十七屆吳濁流文學獎頒獎評語：「《嬰兒整形》題材新穎，具前瞻性；內容結合藝術、美學與當代思潮等理論概念，且結構嚴謹，運用豐富意象、象徵、典故、反諷等技巧，對於外表與內在、形式與內容、科技與美學進行辯證，並進而探索背後的倫理與主體性議題，誠屬不可多得的優秀作品。」[4]
- 國立中興大學教授詹閔旭〈膚淺的存在學：讀秀赫《嬰兒整形》〉：「《嬰兒整形》以時下最風行的醫美整形為故事推進線，同時把醫美手術年齡推到極致的嬰兒時期，犀利地挖掘整形背後的倫理課題。」[5]
- 自由時報副刊【愛讀書】：「作者融合繪畫、歷史、醫學……等概念，反覆琢磨辯證「美」之意涵，在皮相妍媸書寫之外，更如實反映社會所追求的審美價值觀，將文學、美學、哲學筆調冶於一爐，企圖挑起反思：絕對的美醜是否存焉？操之在醫者手下的審美觀就是美的絕對判準？」[6]
- 作家陳冠良〈《嬰兒整形》：虛構的美麗，真實的謊言〉：「比起一部小說，秀赫的《嬰兒整形》毋寧更像是科學與自然針鋒相對的答辯書。他從「整形」劃下第一刀，透過藝術、文學、醫學與哲學，理性與感性情感情緒的交互浸染重疊，細細密密，旁徵博引地論述了辯證了美，架築了也崩析了美。」[7]